# Чубур Василь Васильович
Василь Васильович Чубур (8 серпня 1949, Суми — 1 березня 2022, там само) — український поет, перекладач, літературний критик, журналіст. Член Національної спілки письменників України.

## Біографія
Народився 8 серпня 1949 року в Сумах. Закінчив Харківський електротехнікум зв'язку, Сумський педагогічний інститут та Вищі літературні курси при Літературному інституті імені О. М. Горького в Москві.
Працював будівельником, техніком-зв'язківцем, журналістом, редактором видавництва МЦ «Собор».
Нині старший викладач кафедри журналістики Сумського державного університету, головний редактор університетської газети «Резонанс».

## Творчість
Поетичний учитель і наставник Чубура — український письменник, уродженець Сумщини Володимир Затуливітер.
Пише українською та російською мовами. Автор збірок поезій «Чумацький снег» (1983), «Магелланово поле» (1991), «Небесные корни» (1997), «Междуречие» (2004).
Автор перекладів творів Володимира Затуливітра, Миколи Хвильового, Євгена Плужника та інших авторів. Видав перекладні збірки української лірики російською мовою: «Речь» (1989), «Молодые поэты Украины» (1989), «Чернозём» (1990), «Ой, упало сонце» (1991), «Современная украинская поэзия» (2004). Переклади надруковано в Москві у видавництвах «Молодая гвардия», «Советский писатель», «Художественная литература».
Василь Чубур — автор перекладу російською мовою роману у віршах Ліни Костенко «Маруся Чурай». Цей переклад визнано Ліною Костенко як довершений.
Вірші Василя Чубура перекладено болгарською, вірменською, молдавською, чеченською мовами.